# Siméon Luce
Auguste Siméon Luce, född den 29 december 1833 i Bretteville-sur-Ay, död den 14 december 1892 i Paris, var en fransk historiker och urkundsutgivare.
Luce, som var ledamot av Institutet och professor vid École des chartes, utgav den fornfranska dikten Gaidon (1862; i samlingen "Anciens poétes de la France"), Chronique inédite des quatre premiers Valois (samma år) och Les chroniques de Froissart (8 band, 1866–88), för vilken sistnämnda han erhöll Gobertska priset 1874. Bland hans egna skrifter märks  Histoire de Bertrand du Guesclin et de son époque (1876; 2:a upplagan 1883), Jeanne d'Arc à Domremy (1886) och La France pendant la guerre de cent ans (1890).